# Kirby (série)
Kirby (星のカービィ, Hoshi no Kābī; lit. Kirby das Estrelas) é uma série de jogos eletrônicos de ação e plataforma desenvolvida pela HAL Laboratory e publicada pela Nintendo. A série gira em torno das aventuras do jovem rosado herói alien titular chamado Kirby enquanto ele luta para salvar seu lar no distante planeta de Pop Star de diversas ameaças. A maioria dos jogos na série são jogos de plataforma de rolagem lateral com elementos de beat 'em up e solução de quebra-cabeças. Kirby possui a habilidade de inalar inimigos e objetos com sua boca, cuspindo-os como um projétil ou comendo-os. Se ele comer certas coisas, ele pode ganhar os poderes ou propriedades daquele objeto, seja uma nova arma ou habilidade, denominada Habilidade de Cópia (Copy Ability). A série tem a intenção de ser de fácil acesso mesmo para pessoas pouco familiarizadas com jogos de ação, ao mesmo tempo oferecendo profundidade e desafios adicionais para jogadores mais experientes.
A série Kirby inclui um total de mais de vinte jogos, tendo vendido mais de 34 milhões de unidades mundialmente, colocando-a na lista das 50 franquias de jogos eletrônicos mais vendidas de todos os tempos.

## Jogos
| 1992 | Kirby's Dream Land                  |
| 1993 | Kirby's Adventure                   |
| 1993 | Kirby's Pinball Land                |
| 1994 | Kirby's Dream Course                |
| 1995 | Kirby's Avalanche                   |
| 1995 | Kirby's Dream Land 2                |
| 1995 | Kirby's Block Ball                  |
| 1996 | Kirby Super Star                    |
| 1997 | Kirby's Star Stacker                |
| 1997 | Kirby's Dream Land 3                |
| 1998 |                                     |
| 1999 |                                     |
| 2000 | Kirby 64: The Crystal Shards        |
| 2000 | Kirby Tilt 'n' Tumble               |
| 2001 |                                     |
| 2002 | Kirby: Nightmare in Dream Land      |
| 2003 | Kirby Air Ride                      |
| 2004 | Kirby & the Amazing Mirror          |
| 2005 | Kirby: Canvas Curse                 |
| 2006 | Kirby: Squeak Squad                 |
| 2007 |                                     |
| 2008 | Kirby Super Star Ultra              |
| 2009 |                                     |
| 2010 | Kirby's Epic Yarn                   |
| 2011 | Kirby Mass Attack                   |
| 2011 | Kirby's Return to Dream Land        |
| 2012 | Kirby's Dream Collection            |
| 2013 |                                     |
| 2014 | Kirby: Triple Deluxe                |
| 2014 | Kirby Fighters Deluxe               |
| 2014 | Dedede's Drum Dash Deluxe           |
| 2015 | Kirby and the Rainbow Curse         |
| 2016 | Kirby: Planet Robobot               |
| 2017 | Team Kirby Clash Deluxe             |
| 2017 | Kirby's Blowout Blast               |
| 2017 | Kirby Battle Royale                 |
| 2018 | Kirby Star Allies                   |
| 2019 | Kirby's Extra Epic Yarn             |
| 2019 | Super Kirby Clash                   |
| 2020 | Kirby Fighters 2                    |
| 2021 |                                     |
| 2022 | Kirby and the Forgotten Land        |
| 2022 | Kirby's Dream Buffet                |
| 2023 | Kirby's Return to Dream Land Deluxe |

### Série principal

#### Kirby's Dream Land(1992)
Kirby's Dream Land (星のカービィ, Hoshi no Kābī; lit. "Kirby das Estrelas"), primeiro jogo da série, foi lançado para o Game Boy no Japão em 27 de abril de 1992, na América do Norte em 1 de agosto de 1992 e na Europa e Austrália em 3 de agosto de 1992. O jogo foi relançado como parte do Virtual Console para o Nintendo 3DS em 30 de junho de 2011 e como parte da coletânea Kirby's Dream Collection para o Wii em 16 de setembro de 2012.

#### Kirby's Adventure(1993)
Kirby's Adventure (星のカービィ 夢の泉の物語, Hoshi no Kābī: Yume no Izumi no Monogatari; lit. "Kirby das Estrelas: A História da Fonte dos Sonhos") foi lançado para o Nintendo Entertainment System no Japão em 23 de março de 1993, na América do Norte em maio de 1993 e na Europa e Austrália em 12 de setembro de 1993. Mais tarde, foi lançado para o Virtual Console do Nintendo 3DS em 17 de novembro de 2011 na América do Norte, Europa e Austrália e em 25 de abril de 2012 no Japão. Em 2002, foi refeito para o Game Boy Advance com melhorias sob o título Kirby: Nightmare in Dream Land.
A icônica habilidade de copiar os poderes dos inimigos de Kirby surgiu em Kirby's Adventure.

#### Kirby's Dream Land 2(1995)
Kirby's Dream Land 2 (星のカービィ2, Hoshi no Kābī Tsū; lit. "Kirby das Estrelas 2"), sequência direta de Kirby's Dream Land, foi lançado para o Game Boy no Japão em 21 de março de 1995, na América do Norte em 1 de maio de 1995 e na Europa em 31 de julho de 1995.
- Kirby Super Star (Super Famicom/Super NES, 1996)
- Kirby's Dream Land 3 (Super Famicom/Super NES, 1997)
- Kirby 64: The Crystal Shards (Nintendo 64, 2000)
- Kirby & the Amazing Mirror (Game Boy Advance, 2004)
- Kirby: Squeak Squad (DS, 2006)
- Kirby's Return to Dream Land (Wii, 2011)
- Kirby: Triple Deluxe (3DS, 2014)
- Kirby: Planet Robobot (3DS, 2016)
- Kirby Star Allies (Switch, 2018)
- Kirby and the Forgotten Land (Switch, 2022)

### Jogos derivados
- Kirby's Pinball Land (Game Boy, 1993)
- Kirby's Dream Course (Super Famicom, 1994/Super Nintendo, 1995)
- Kirby's Avalanche (Super Nintendo, 1995)
- Kirby's Block Ball (Game Boy, 1995)
- Kirby's Star Stacker (Game Boy, 1997)
- Kirby no Kirakira Kizzu (Super Famicom, 1998)
- Kirby Tilt 'n' Tumble (Game Boy Color, 2000/2001)
- Kirby Air Ride (GameCube, 2003)
- Kirby: Canvas Curse (DS, 2005)
- Kirby's Epic Yarn (Wii, 2010)
- Kirby Mass Attack (DS, 2011)
- Kirby and the Rainbow Curse (Wii U, 2015)
- Kirby Battle Royale (3DS, 2018)
- Super Kirby Clash (Switch, 2019)
- Kirby Fighters 2 (Switch, 2020)
- Kirby's Dream Buffet (Switch, 2022)

Jogos cancelados
- Kirby: Tilt'n'Tumble 2: Game Boy Advance (com uso de acessório), GameCube.
- Kirby: Adventure 2: GameCube

### Remakese coletâneas
- Kirby: Nightmare in Dream Land (Game Boy Advance, 2002)
- Kirby Super Star Ultra (DS, 2008)
- Kirby's Dream Collection (Wii, 2012)
- Kirby's Extra Epic Yarn (3DS, 2019)
- Kirby's Return to Dream Land Deluxe (Switch, 2023)